# القرائي (إب)

تعديل مصدري - تعديل

القرائي هي إحدى قرى عزلة شعب يافع بمديرية إب التابعة لمحافظة إب، بلغ تعداد سكانها 191 نسمة حسب تعداد اليمن لعام 2004.